# Maria Holszańska
Maria Holszańska (zm. po 1456) – księżniczka litewsko-ruska, żona Eliasza, hospodara mołdawskiego.
Była trzecią i najmłodszą córką Andrzeja Holszańskiego i Aleksandry Druckiej, siostrą Wasylisy i Zofii.
Między 1424 a 1427 została wydana za Eliasza, syna mołdawskiego hospodara Aleksandra Dobrego. Z tego małżeństwa pochodzili:
- Roman II,
- Aleksander II.